# Hedychium luteum
Espèce
Classification phylogénétique
Hedychium luteum  est une espèce de plantes à fleurs du genre Hedychium de la famille des Zingiberaceae. C'est une plante herbacée vivace originaire de l'Assam (Inde occidentale).
Elle est assignée à John Gilbert Baker, conservateur des Jardins botaniques royaux de Kew de 1890 à 1899.
Elle est mentionnée et décrite en 1892 dans l'ouvrage de Joseph Dalton Hooker  "The Flora of British India", volume 6, page 232 .